# شینپو
سینپو (به لاتین: Sinpo) یک شهر در کره شمالی است که در استان هامگیونگ جنوبی واقع شده‌است.

## خصوصیات
سینپو ۷۶٫۴۲۷ نفر جمعیت دارد.